# Parque General Rivera (Melo)
El Parque General Fructuoso Rivera, conocido comúnmente como "El Parque Rivera", es un parque de la ciudad de Melo en el departamento de Cerro Largo, Uruguay. Lleva su nombre en honor al General Fructuoso Rivera, militar y político uruguayo, primer presidente constitucional y fundador del Partido Colorado, quien muere en un pequeño rancho a orillas del predio donde actualmente se encuentra este parque, el 13 de enero de 1854.
El rancho, no está dentro del terreno sino donde se encuentra el antiguo zoológico, frente al parque y se conserva aún como monumento histórico.
El lugar se encuentra ubicado a dos kilómetros al oeste de Melo, por la Ruta 26, próximo al Arroyo Conventos, que es el curso de agua más cercano a la ciudad. Se extiende sobre 40 hectáreas verdes donde se pueden realizar toda clase de actividades recreativas o deportivas, en un circuito de 1.6 km que recorre el parque. Constituye un paseo tradicional para las familias melenses, así como también para aquellos turistas que visiten la ciudad.
Dentro del predio del parque hay dos monumentos, uno dedicado a Fructuoso Rivera y otro al caballo, ya que hace unos años se realizaba la Semana del Caballo.

### Galería de imágenes

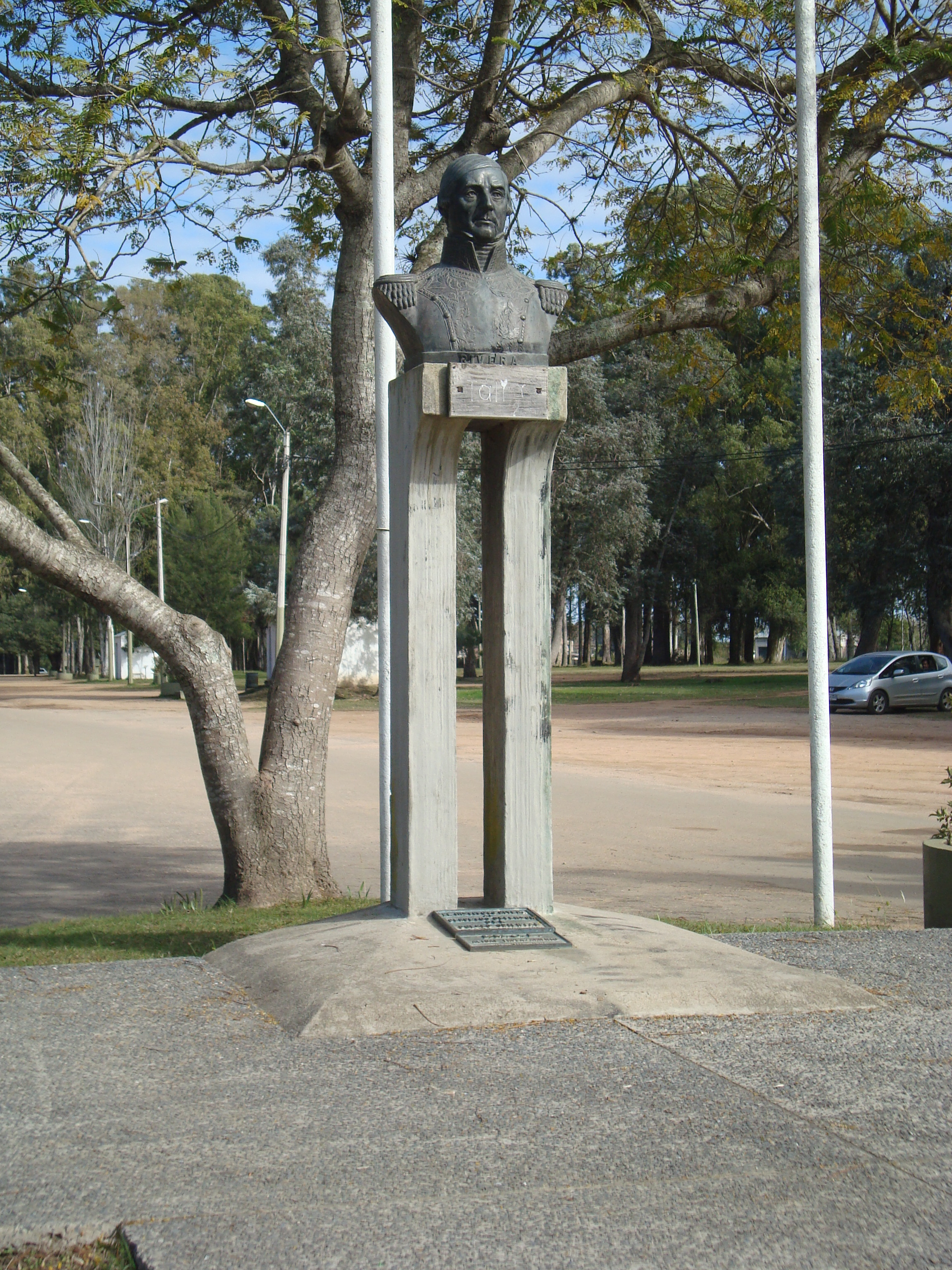
Monumento al General Fructuoso Rivera ubicado en la entrada del parque.
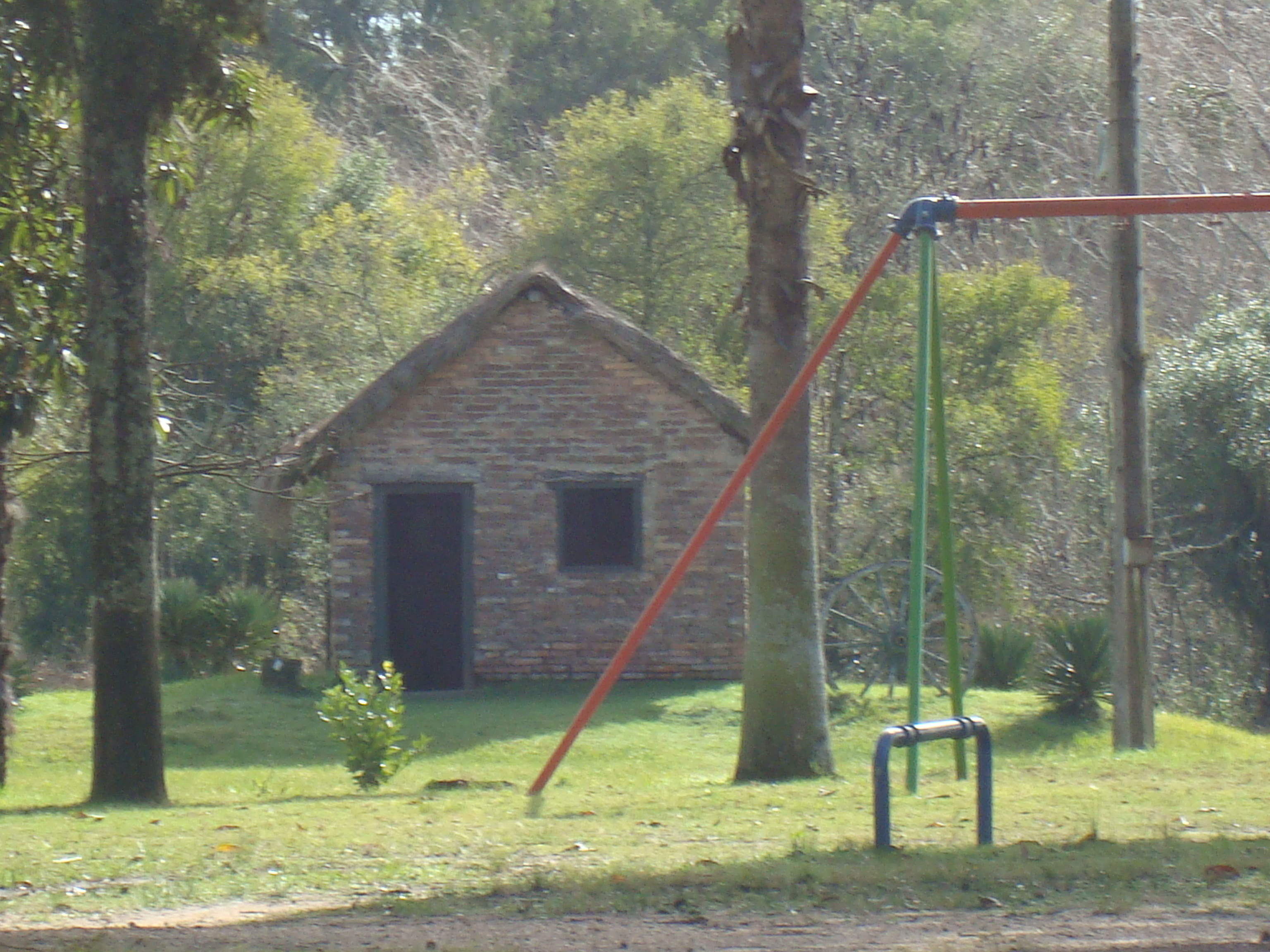
Rancho de Bartolo Silva, lugar donde falleció el General Fructuoso Rivera.
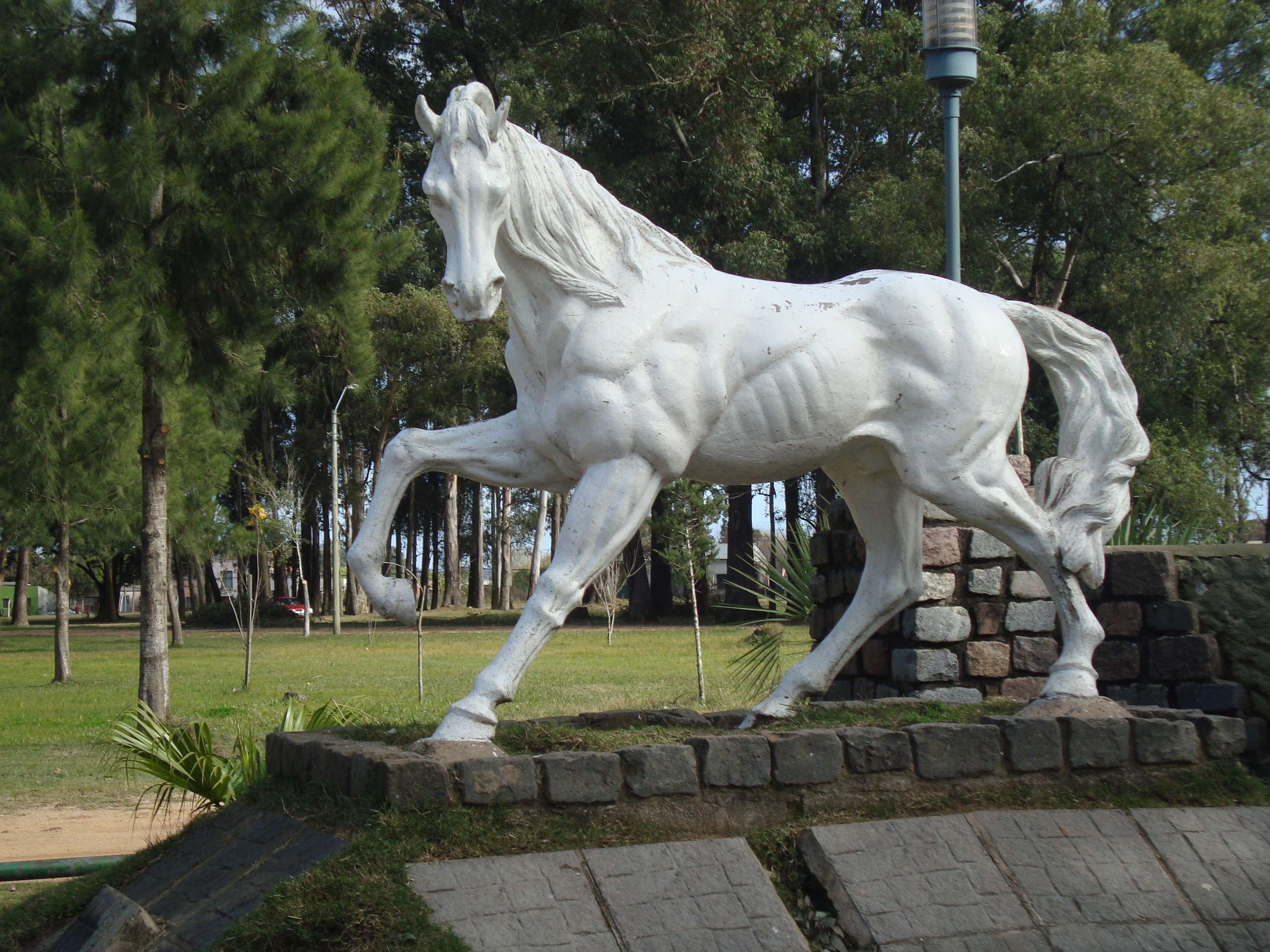
Monumento al caballo.
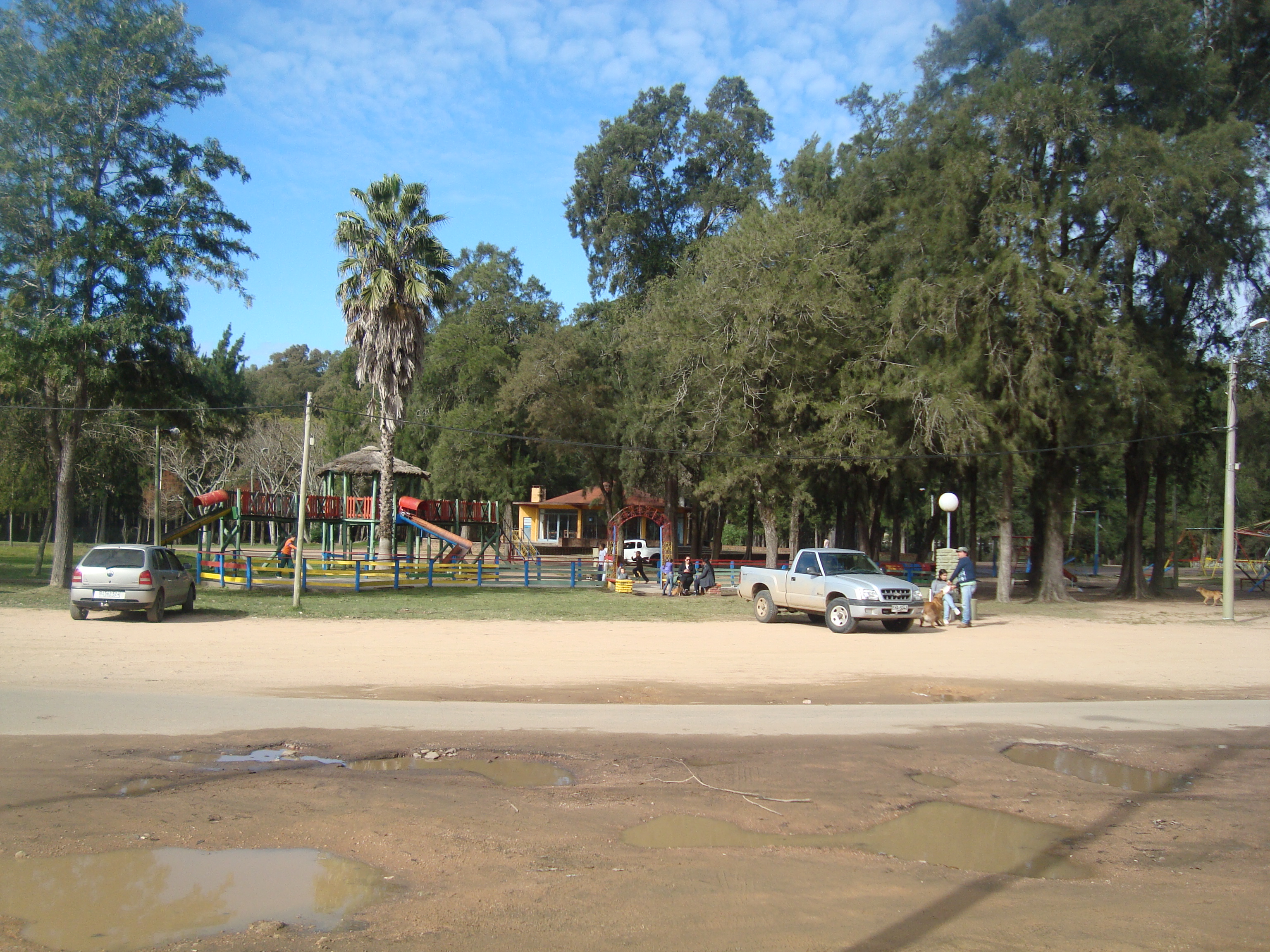
Zona de juegos infantiles.
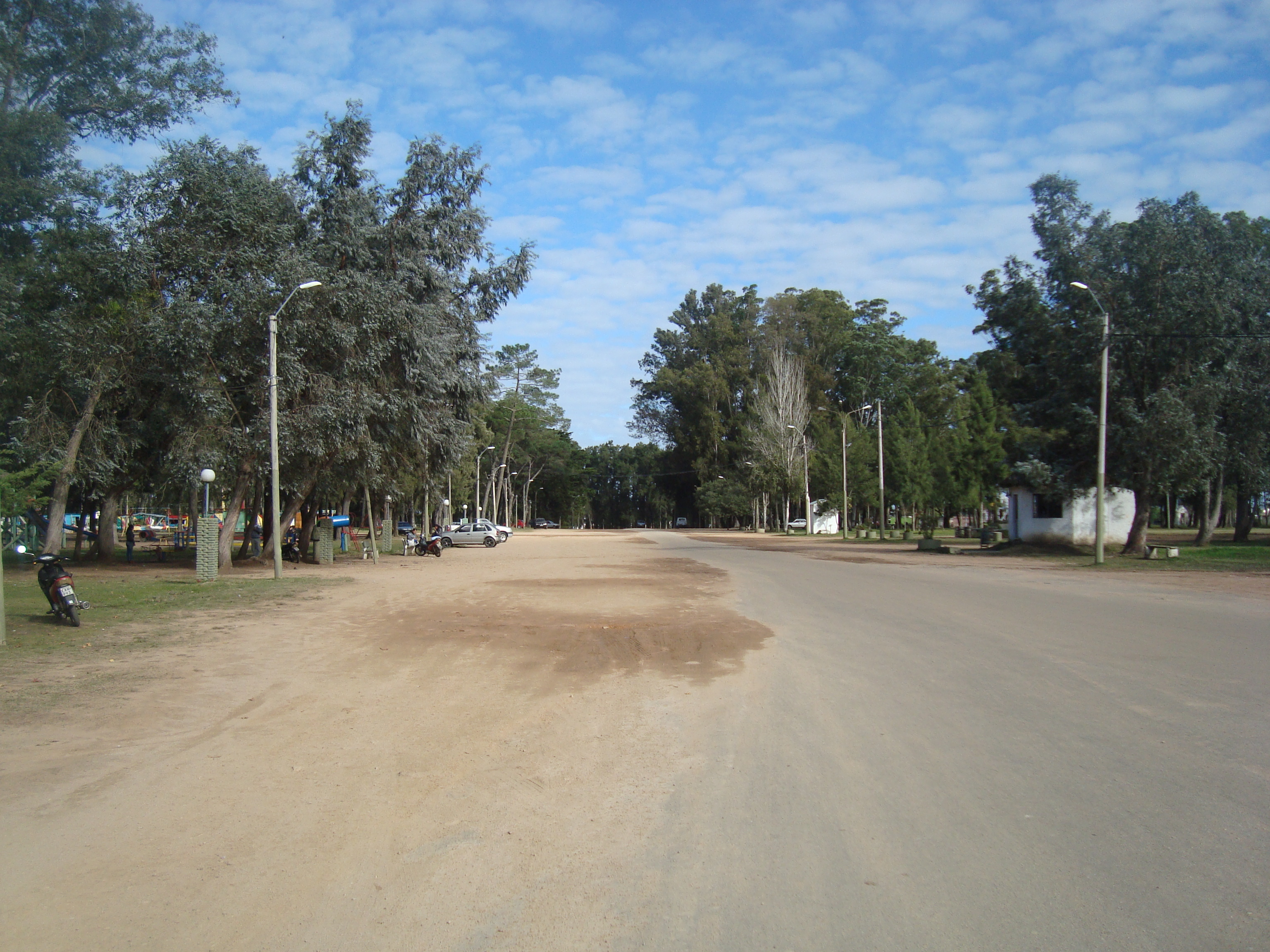
Pasaje dentro del parque.

- Datos: Q17624473
- Multimedia: Parque General Rivera, Melo / Q17624473